# Кубок Испании по футболу 1934
Кубок Испании по футболу 1934 — 32-й розыгрыш Кубка Испании по футболу выиграл Реал Мадрид. Этот кубок стал шестым в истории команды.
Соревнование прошло в период с 11 марта по 6 мая 1934 года.

## Результаты матчей

### 1/4 финала
| Команда 1   | Итог | Команда 2       | 1-й матч | 2-й матч |
| ----------- | ---- | --------------- | -------- | -------- |
| Барселона   | 3:4  | Реал Бетис      | 1:2      | 2:2      |
| Реал Овьедо | 8:7  | Эспаньол        | 5:2      | 3:5      |
| Эркулес     | 2:4  | Валенсия        | 2:1      | 0:3      |
| Реал Мадрид | 2:2  | Атлетик Бильбао | 1:1      | 1:1      |

- Дополнительный матч

| Команда 1   | Счёт    | Команда 2       |
| ----------- | ------- | --------------- |
| Реал Мадрид | 2:2 3:0 | Атлетик Бильбао |

### 1/2 финала
| Команда 1  | Итог | Команда 2   | 1-й матч | 2-й матч |
| ---------- | ---- | ----------- | -------- | -------- |
| Реал Бетис | 1:4  | Реал Мадрид | 0:2      | 1:2      |
| Валенсия   | 5:3  | Реал Овьедо | 2:2      | 3:1      |

### Финал
| 6 мая, 1934              | \| Реал Мадрид \| 2:1 \| Валенсия \| \| Иларио 71′ · Ласкано 73′ \| Голы \| Виланова 48′ \| | Олимпийский стадион, Барселона Зрителей: 42 000 |
| Реал Мадрид              | 2:1                                                                                         | Валенсия                                        |
| Иларио 71′ · Ласкано 73′ | Голы                                                                                        | Виланова 48′                                    |